# 关节委陵菜
关节委陵菜（学名：Potentilla articulata）为蔷薇科委陵菜属的植物，为中国的特有植物。分布于中国大陆的西藏、云南、四川等地，生长于海拔4,200米至4,800米的地区，见于高山流石滩雪线附近，目前尚未由人工引种栽培。

## 异名
- Potentilla articulata Franch. var. latipetiolata (C. E. C. Fisch.) Yu et C. L. Li